# (606) Brangaine
(606) Brangaine es un asteroide perteneciente al cinturón de asteroides descubierto el 18 de septiembre de 1906 por August Kopff desde el observatorio de Heidelberg-Königstuhl, Alemania.
Está nombrado por Brangaine, un personaje de la ópera Tristán e Isolda, sirvienta de Isolda.